# Gladwin Shitolo
Gladwin Shitolo (10 augustus 1989,Giyani) is een Zuid-Afrikaans voetballer die als defensieve middenvelder speelt.

## Carrière
Shitolo speelde in de jeugd van Giyani All Stars en Jomo Cosmos Academy. Bij deze laatste maakte hij zijn profdebuut in 2009. In 2014 tekende hij een contract bij Orlando Pirates FC waar hij nooit echt kon doorbreken, maar wel een hoop leenbeurten wist te verzamelen naar Cape Umoya, Golden Arrows en Chippa United bij deze clubs speelde hij geregeld als basisspeler.